# Bangkok, senza ritorno
Bangkok, senza ritorno (Brokedown Palace) è un film del 1999 diretto da Jonathan Kaplan.

## Trama
Alice e Darlene sono due amiche appena diplomate che fingono di partire in vacanza per le Hawaii e si dirigono invece a Bangkok. Durante il loro soggiorno fanno amicizia con Nick, un misterioso ragazzo australiano che, però, le raggira nascondendo dell'eroina nei loro zaini nella speranza che le due giovani americane facciano da corrieri involontari partendo verso Hong Kong per raggiungere il nuovo amico. All'aeroporto la droga viene scoperta e le due ragazze vengono arrestate. Finite in carcere e condannate a 33 anni di reclusione, inizierà per loro un lungo incubo tra le sbarre del Brokedown Palace. Si interesserà di loro un avvocato statunitense che lavora in Thailandia, ma sarà quasi impossibile farle liberare.
Alla fine, Alice per salvare l'altra, sentendosi in colpa per aver stretto amicizia con Nick, confessa e si assume tutta la colpa, accettando di raddoppiare la detenzione scontando anche la pena dell'amica che così può godere della grazia e uscire di prigione. Il film termina con Alice serena e fiduciosa che l'avvocato farà di tutto per ottenere la sua liberazione.

## Critica
Il film non fu molto apprezzato, soprattutto per le aspettative legate al regista Jonathan Kaplan (già noto per il film Sotto accusa con Jodie Foster). Alcuni lo hanno accostato alla pellicola Fuga di mezzanotte del 1978, anche se le vicende non sono molto simili, specialmente per il finale.